# Dicerandra frutescens
Dicerandra frutescens är en kransblommig växtart som beskrevs av Lloyd Herbert Shinners. Dicerandra frutescens ingår i släktet Dicerandra och familjen kransblommiga växter.

## Underarter
Arten delas in i följande underarter:
- D. f. frutescens
- D. f. modesta
- D. f. savannarum
- D. f. thinicola
- D. f. christmanii
- D. f. cornutissima
- D. f. immaculata